# Patrik Gustavsson
Patrik Gustavsson (thailändisch พาตริก กุสตาฟส์สัน, * 19. April 2001 in Åtvidaberg, Schweden) ist ein schwedisch-thailändischer Fußballspieler.

## Karriere

### Verein
Patrik Gustavsson erlernte das Fußballspielen im Nachwuchs des schwedischen Sechstligisten Oxelösunds IK, wo er 2016 auch im Seniorenbereich debütierte. Beim Åtvidabergs FF unterschrieb er am 1. Januar 2018 seinen ersten Vertrag. Der Verein aus Åtvidaberg spielte in der dritten Liga, der Division 1. Am 1. Januar 2021 wechselte er zum Ligakonkurrenten IF Sylvia. Für den Verein aus Norrköping absolvierte er 29 Ligaspiele. Hierbei erzielte er zehn Tore. Nach einem Jahr zog es ihn nach Thailand, wo er in Pathum Thani einen Vertrag beim Erstligisten BG Pathum United FC unterschrieb. Von dort wurde er aber nur einen Tag später bis zum Saisonende an Chiangmai FC in die Thai League 2 verliehen. Sein erstes Pflichtspiel bestritt er dort am 12. Januar 2022 in der ersten Runde des FA Cup gegen den Erstligisten Chonburi FC. Hier wurde er in der 62. Minute für Nawamin Chaiprasert eingewechselt. Chonburi gewann das Spiel 1:0 durch ein Tor des Südkoreaners Yoo Byung-soo. Sein Zweitligadebüt gab er am 15. Januar 2022 (19. Spieltag) im Heimspiel gegen den Kasetsart FC. Hier stand er in der Startelf und schoss in der 5. Minute sein erstes Saisontor für Chiangmai. In der 74. Minute wurde er gegen Natithorn Inntranon ausgewechselt. Chiangmai gewann das Spiel 2:0. Nach insgesamt 24 Ligaspielen kehrte er nach der Ausleihe Ende des Jahres zu BG zurück. Am 20. Mai 2023 stand BG das Endspiel des Thai League Cup. Das Finale wurde gegen Buriram United mit 2:0 verloren. Im Januar 2024 wechselte er auf Leihbasis zum japanischen Drittligisten Nara Club. Dort erzielte er bis zum Saisonende in 25 Ligaspielen zwei Treffer und absolvierte weitere zwei Partien im Kaiserpokal. Nach der Ausleihe kehrte er im Dezember 2024 nach Thailand zurück.

### Nationalmannschaft
Am 23. März 2023 gab Gustavsson sein Debüt für die thailändische U-23-Nationalmannschaft in einem Testspiel gegen Katar (0:1). Mit der Auswahl gewann er im Mai 2022 die Silbermedaille bei den Südostasienspielen in Vietnam und einem Monat später nahm der Mittelstürmer an der U-23-Asienmeisterschaft in Usbekistan teil. Gustavsson gab sein Debüt in der thailändischen A-Nationalmannschaft am 10. September 2024 in einen Freundschaftsspiel gegen Vietnam. Beim 2:1-Auswärtserfolg im Mỹ-Đình-Nationalstadion von Hanoi stand er in der Startelf, erzielte kurz vor der Halbzeit den Siegtreffer und wurde in der 83. Minute gegen Anan Yodsangwal ausgewechselt.

## Erfolge
BG Pathum United FC
- Thailändischer Ligapokalsieger: 2024

U-23-Nationalmannschaft
- Silbermedaille bei den Südostasienspielen: 2021